# Math masters
Math Masters is een educatief bordspel ontworpen door de Nederlandse spelontwerper Bart-Willem van Huizum en uitgegeven door DutchGames. Het spel richt zich op het oefenen van hoofdrekenen en wiskundige vaardigheden in spelvorm. Het verscheen in 2025 en is uitgebracht in meerdere talen, waaronder Nederlands, Engels, Duits, Frans, Italiaans, Spaans en Portugees.

## Achtergrond
De ontwikkeling van Math Masters vond plaats tegen de achtergrond van zorgen over de rekenvaardigheid van leerlingen. Uit internationaal vergelijkend onderzoek, het Trends in International Mathematics and Science Study (TIMSS), blijkt dat een groot deel van de kinderen moeite heeft met het behalen van de gestelde rekenniveaus.
In Nederland haalde in 2019 slechts 32,7% van de leerlingen de streefnorm voor rekenen, terwijl de Commissie Meijerink in 2010 een doelstelling van 65% vastlegde.
Het spel werd getest in Nederlandse basisscholen, waar leerkrachten het gebruikten als speelse aanvulling op het rekenonderwijs.

## Spelverloop
Math Masters is geschikt voor twee tot vier spelers en heeft een gemiddelde speelduur van ongeveer 30 minuten. Het speelbord is dubbelzijdig en bevat twee moeilijkheidsgraden.
De kern van het spel bestaat uit het oplossen van rekensommen die leiden tot voortgang op het bord. Speciale kaarten zorgen voor variatie en strategische mogelijkheden. De combinatie van rekenopdrachten en spelmechanismen moet zowel het oefenen van vaardigheden als de herspeelbaarheid bevorderen.

## Educatieve waarde
Het spel richt zich op het stimuleren van hoofdrekenen, een vaardigheid die volgens onderwijsonderzoekers essentieel is voor wiskundig inzicht en zelfvertrouwen in rekenen.
Het kan in verschillende contexten worden toegepast:
- in het basisonderwijs als aanvulling op het curriculum,
- in gezinnen als leerzaam gezelschapsspel,
- en in de ouderenzorg om cognitieve functies te onderhouden.[1]

## Publicatie
Het spel wordt uitgegeven door de Nederlandse uitgever Dutch Games. Voor de verspreiding zijn er samenwerkingen met distributeurs in Nederland en gesprekken met partijen in Frankrijk en de Verenigde Staten.

## Ontvangst
Voorafgaand aan de officiële publicatie kreeg Math Masters aandacht van spellenrecensenten. Het Nederlandse reviewkanaal Nox’ Spellenzolder publiceerde in 2025 een recensie waarin de combinatie van spelplezier en educatieve waarde werd benadrukt.